# Mevlüt Uysal
Mevlüt Uysal (Alanya, 1966) è un politico e avvocato turco, sindaco di Istanbul dal 28 settembre 2017 al 17 aprile 2019.
In precedenza, dal 2009 al 2017, è stato vicegovernatore del distretto di Başakşehir, situato nella parte europea di Istanbul.

## Biografia
Nato nel 1966 ad Alanya, sulla costa meridionale della Turchia, dopo aver completato le scuole superiori si è 
trasferito a Istanbul, dove nel 1988 si è laureato alla Facoltà di Giurisprudenza dell'Università di Istanbul. Dopo gli studi ha iniziato a lavorare come avvocato, avvicinandosi al contempo alla politica.
Alle elezioni locali del 29 marzo 2009 è stato eletto primo vicegovernatore del neo-istituito distretto di Başakşehir con l'AKP, venendo confermato alla successiva tornata elettorale del 30 marzo 2014. Il 28 settembre 2017 è stato nominato sindaco ad interim del comune metropolitano di Istanbul dopo le dimissioni di Kadir Topbaş. Alle elezioni locali nel 2019 si è infruttuosamente candidato a vicegovernatore del distretto di Büyükçekmece.
Nel maggio dello stesso anno, è stato nominato membro del consiglio di amministrazione dell'istituto statale Halkbank, mentre nel 2022 è diventato presidente del consiglio di amministrazione dell'Università Fatih Sultan di Istanbul.

### Vita privata
Mevlüt Uysal è sposato e ha quattro figli.